# Cinclosoma marginatum
Il tordo quaglia occidentale (Cinclosoma marginatum Sharpe, 1883) è un uccello passeriforme della famiglia degli Psophodidae.

## Etimologia
Il nome scientifico della specie, marginatum, deriva dal latino e significa "munito di un margine", in riferimento alla livrea di questi uccelli: il loro nome comune è invece un riferimento al loro areale.

## Descrizione

### Dimensioni
Misura 21–25 cm di lunghezza, per 65 g di peso.

### Aspetto
Si tratta di uccelli dall'aspetto massiccio, muniti di testa allungata con becco conico e appuntito, corpo arrotondato con petto prominente e ali arrotondate, coda squadrata e di media lunghezza e zampe forti e allungate. Nel complesso, il tordo quaglia occidentale somiglia molto al tordo quaglia pettocastano, rispetto al quale presenta ali più piccole e coda più lunga in proporzione al corpo, area ventrale di colore più vivido e banda nera ventrale (come intuibile dal nome scientifico) orlata di bianco.
Il piumaggio presenta dimorfismo sessuale: nei maschi la testa è di color grigio cenere con faccia e gola nere e sopracciglio e mustacchio (quest'ultimo molto spesso e prolungato fino ai lati del collo) di colore bianco, il petto, i fianchi, il codione e la coda sono di colore bruno-arancio (con la prima più scura e tendente al bruno-nerastro, con orlo delle penne bianco), il dorso è di color ruggine e le ali sono di colore bruno con area scapolare e copritrici primarie nere con orlo e fine maculatura bianca. La parte inferiore del petto, il ventre ed il sottocoda sono di colore bianco, separato dal bruno di petto e fianchi da una banda nera più spessa nell'area pettorale e orlata di bianco a sua volta.

Le femmine mancano del nero facciale e ventrale, sostituito da un bruno scuro simile a quello dorsale.
In ambedue i sessi il becco e le zampe sono di colore nerastro, mentre gli occhi sono di colore bruno scuro.

## Biologia
Si tratta di uccelli diurni e tendenzialmente solitari, che passano la maggior parte della giornata da soli o in coppie alla ricerca di cibo, mantenendosi soprattutto al suolo e solo raramente alzandosi in volo.
Il richiamo di questi uccelli è rappresentato da una serie di 5-11 note fischianti gradatamente crescenti.

### Alimentazione
Il tordo quaglia occidentale è essenzialmente insettivoro, nutrendosi perlopiù di insetti, ragni ed altri piccoli artropodi: la dieta di questi uccelli comprende inoltre semi, granaglie e bacche. Questi animali mangiano solo cibo dalle dimensioni inferiori ai 7 mm, preferibilmente di 1–2 mm di lunghezza.

### Riproduzione
La stagione riproduttiva va da gennaio a settembre, generalmente seguendo di qualche settimana un periodo di forti piogge: questi uccelli nidificano generalmente una volta l'anno, ma possono provare a portare avanti una seconda covata qualora le condizioni di reperibilità del cibo lo permettano.
Il nido viene costruito dalla femmina intrecciando a forma di coppa foglie e fibre vegetali, ubicandolo al suolo, di preferenza alla base di un cespuglio: al suo interno vengono deposte 2-3 uova, che la femmina cova da sola per una ventina di giorni (frattanto nutrita e sorvegliata dal maschio), al termine dei quali schiudono pulli ciechi ed implumi.

I nidiacei vengono nutriti e imbeccati da ambedue i genitori (e forse anche da altri esemplari in cooperazione): in tal modo, essi s'involano attorno alla terza settimana di vita, rimanendo ancora nei pressi del nido per un'altra ventina di giorni prima di allontanarsene in maniera definitiva.

## Distribuzione e habitat
Il tordo quaglia occidentale è endemico dell'Australia, della quale popola (come intuibile dal nome comune) la porzione centro-occidentale, dalla Shark Bay ad est fino all'estremità sud-occidentale del Territorio del Nord ed a quella occidentale dell'Australia Meridionale.
L'habitat di questi uccelli è rappresentato dalle aree aride e semiaride rocciose a rada copertura cespugliosa.

## Tassonomia
Per lungo tempo considerata una sottospecie del tordo quaglia pettocastano col nome di C. castaneothorax marginatum, in seguito alle analisi del DNA molecolare questa specie è risultata più affine, anche a livello di vocalizzazioni, al tordo quaglia cannella e al tordo quaglia di Nullarbor, giustificandone l'elevazione al rango di specie a sé stante.